# Фёдоровский сельский совет (Белозёрский район)
Фёдоровский сельский совет (укр. Федорівська сільська рада) — входит в состав
Белозёрского района
Херсонской области
Украины.
Административный центр сельского совета находится в 
с. Фёдоровка
.

## История
- 1845 — дата образования.
- По данным [2] в 1979 году все населённые пункта совета относились к Дарьевскому сельскому совету.

## Населённые пункты совета
- с. Фёдоровка
- с. Ульяновка